# New スーパーマリオブラザーズ
『New スーパーマリオブラザーズ』（ニュー スーパーマリオブラザーズ、英: New Super Mario Bros.）は、2006年5月15日に任天堂が発売したニンテンドーDS用ゲームソフト。同社発売『スーパーマリオランド2 6つの金貨』以来の横スクロールアクションゲーム。日本では同年5月25日発売。
各種受賞し、日本国内外において、ニンテンドーDSにおける最多売上本数を記録した（#評価）。
2009年12月3日にはWiiで『New スーパーマリオブラザーズ Wii』が発売され、2012年7月28日には本作の携帯機での続編『New スーパーマリオブラザーズ 2』がニンテンドー3DS専用ソフトで発売された。

## システム
ゲームシステムは『スーパーマリオブラザーズ』や『スーパーマリオブラザーズ3』のシステムを多く踏襲し、のちのシリーズタイトルで採用されたヒップドロップや壁キックなどのアクションが新規に追加されている。また、シリーズをまたいで多くの要素がとり入れられているため、過去の作品で登場したキャラクターも敵・味方含め数多く登場する。ステージ選択は『スーパーマリオワールド』から続くマップ式であるが、本作では左右に移動するだけとなっている。
ゲームは上の画面でプレイ画面が、下の画面ではスコアやエリアの進度などが表示されるようになっており、土管を通って地下に行ったときなどは上下画面が入れ替わることがある。通常下画面に1個アイテムをストックすることができる（タッチすれば使用できる）が、上下画面が入れ替わっているときはストックを取り出すことができない。お化け屋敷ではエリア進度表示の部分に終始テレサのグラフィックが表示され、エリアの進度が確認できない。
セーブはワールド8をクリアするまでは、ボスのいるコース（塔と城）のクリア後か、スターコインを消費して道を開放したときか、ワールドマップのどこかにある大砲を使ってワープした場合にしかセーブできない仕様で、一度再開できる中断セーブも存在しない。ワールド8を一度クリアすれば、マップ上でいつでもセーブができるようになり、セーブ後は進行状況そのままになってゲームオーバーになってもセーブしたところから再開できる。
グラフィックは全体的に3Dで描かれているが、移動方法はそれまでの2Dマリオゲームとほぼ同じである。つまりキャラクターは3Dポリゴンで表現されるが奥行きの概念がない。
変身に関してはファイア以外のものが大幅にリニューアルされており、無敵マリオでは『スーパーマリオワールド』のように敵を連続して倒すと徐々に得点が増えて最終的に1UPする仕様となり、これ以外にも全く新たな変身が3つ登場したが、かわりに空を飛べる変身は全面的に廃止されている。残機の最大が99となっている。

### ゲームモード

#### マリオ
このゲームのメインモードである1Pのアクションゲーム。マリオでピーチ姫をさらって逃げるクッパJr.を追いかけながら、各ワールドのステージをクリアしてピーチ姫を救うことが目的。なお、セーブデータ選択時にL+Rボタンを押すとプレイヤーキャラがルイージに変わるが、能力はマリオと全く同じである。このとき､｢はじめから｣のセーブデータを選ぶと､オープニングムービーのキャラがマリオからルイージに変化する｡

#### マリオVSルイージ
ビッグスターの数で勝敗が決まる2人プレイ専用の対戦アクションゲーム。DS本体2台とソフト1本でもあれば対戦可能で、ソフト2本の場合はダウンロードせずにすぐに対戦できる。マリオとルイージでマップ上にランダムで現れるビッグスターを取り合い勝敗を決める。ビッグスターを持っている状態でコース上をうろついてる敵にぶつかったり、相手の攻撃を受けると、ビッグスターを落とす。ビッグスターは一度に一か所しか現れず、落とせばバウンドしながら移動し、一定時間経過で消滅する。開始時に勝利回数、現れるビッグスターのクリア枚数、残り人数を設定できる。コースはオリジナルのものが5種類用意されている。

#### ミニゲーム
全27種類のゲームがあり、ソフトを持っていない人でも一緒に最大4人で対戦できる。ソフトを持っていない人はDSダウンロードプレイで参加すればプレイでき、お互いがソフトを持っていれば持っていない人と対戦する場合よりも早く対戦ができる。なお、一部のミニゲームは『スーパーマリオ64DS』から再録、または若干の仕様変更を加えて収録している。
1PLAYERモードとVSバトルモードがあり、1PLAYERモードでは主に記録の更新を目的とし、VSバトルモードではミニゲームでプレイヤー同士で対戦しポイントを競い合い、先に200ポイントを取ることを目的とする。またVSバトルモードではプレイできるミニゲームやポイント数を自由に選択できるフリープレイと、全てランダムで行うシャッフルプレイの2つのモードがある。ミニゲームのジャンルはアクション、パズル、テーブル、バラエティ（VSバトルモードでは1VS1となり、3人以上ではプレイ不可能）の4種類がある。キャラクターは1Pがマリオ・2Pがルイージ・3Pがワリオ・4Pがヨッシーである。このミニゲームモードのみの登場であるが、ワリオが本作でスーパーマリオブラザーズシリーズに初めて登場した。

### コース
8つのワールドで構成され、それぞれのワールドには10程度のコース(ステージともいう)がある。各ワールドの中間にある塔と最後の城はステージ奥で待ちかまえるボスを倒すとクリアとなり次のワールドに進める。それ以外のエリアはゴール地点にあるポールにしがみつけばクリアとなり、ポールにしがみついた位置が高いほど高得点が入り、ポールのてっぺんより上にしがみつくと1UPする。なお、ゴールがポールになっているのは、『スーパーマリオブラザーズ2』以来20年ぶりのものである。
各エリアには制限時間が設定されており、時間内にゴールへたどり着けず、カウントが0になるとミスになる。
そして、最後のワールドにいるボスのクッパを倒すことでエンディングとなる。クリア後はワールド1に青キノピオの家がつくられ、下画面の壁紙を変えることができるようになる。全てのコースをクリアし、全てのスターコインを集め、スターコインを全て使い切るとオールクリアとなる。
随所に赤い旗の隠しゴールが存在し、クリアすることで通常とは別のルートに進むことができる。ステージによっては変身した状態でないと進めない隠しゴールも存在する。
ワールド8のクッパを倒した後に特定のコマンドを入力すると「ひみつのチャレンジモード」が楽しめるようになる。このモードでは、一度クリアしたコースでファミコン版『スーパーマリオブラザーズ』のように、一度画面をスクロールさせると後戻りできない仕様となる。ただし、コースによっては先に進めなくなる場所があり（このため一定時間画面をスクロールさせないと、先に進めなくなった場合はマップに戻るよううながすメッセージが表示される）、往復が必要なコースや、画面が強制的にスクロールするコースでは発動しない。またチャレンジモード適用のコースでも、途中でコースの地形の関係で往復が必要だったり、隠しエリア等では一切発動しなくなる。ひみつのチャレンジモード発動中にゲームを中断したり同じ操作をすると解除される。

#### ワールド
それぞれのワールドには、中ボスであるクッパJr.との戦いがある「塔」のステージと、各ワールドの最後にあり（ワールド8のみ途中にもある）ボスとの戦いがある「城」ステージが存在する。
ワールド3の次はワールド5、ワールド6の次はワールド8に進むが、特定のワールドではマメマリオに変身して最後の城をクリアすると進むワールドが分岐し、ワールド4・ワールド7に進むことができる。

## ストーリー
マリオ（ルイージ）とピーチ姫はピクニックに出かけていた。すると、突如キノコ城に黒い雲が出現して落雷が起こり、それにびっくりしたキノピオたちがお城から飛び出す。マリオ（ルイージ）は、急いで城に戻ったが、その隙にこっそりとやってきたクッパJr.にピーチ姫が連れさらわれてしまうのだった。巨大キノコの力を借りて、マリオ(ルイージ)の新たな冒険が始まった。

## キャラクター

### 主要キャラクター
マリオ
主人公。ピーチ姫とのピクニックからの帰り道、目を離した隙にピーチ姫を連れ去られてしまう。
ルイージ
マリオの弟。ストーリーには深く関わらないが、デモムービーで登場。ファイル選択時に前述のコマンドを入力すると操作可能となる。
ピーチ
ヒロイン。今回はクッパJr.に連れ去られてしまう。
クッパ親子（クッパ＆クッパJr.）
本作の黒幕。クッパ軍団を率いてピーチ姫をさらい、マリオの進行を阻んでくる。本作から以後のNEWシリーズではクッパ本人が直接ピーチ姫をさらうことはなく、かわりにクッパの手下達がさらうというストーリーになる。

### 味方キャラクター
巨大ハナチャン
ワールド7に登場する巨大なハナチャン。4画面ほどの大きさがあり、上に乗って進むことができる。ただし、足場が不安定で、上に乗ったクリボーがBGMに合わせて急に左へ進むことがある。
ドッシー
4-1と4-6に登場するゴーグルをした首長竜のようなキャラクター。4-6のものは4-1のものより大きい。『スーパーマリオ64』と同じく上に乗って毒沼を進むことができ、ヒップドロップすると首を下げて速くなる。
キノじい
『マリオ3』同様キノピオの家があり、そこで各種アイテムをくれる。赤いキノピオの家のルーレットブロックの絵柄は、スーパーキノコ⇒ファイアフラワー⇒青コウラ⇒マメキノコの順に繰り返し変化していく。緑色のキノピオの家は1UPキノコのカードゲーム、黄色いキノピオの家では巨大キノコが、青いキノピオの家では壁紙が手に入る。キノピオの家だがアイテムをくれるのは彼である。

### 敵キャラクター
クリボーやノコノコ、テレサのほかに、ウツボやバサバサ、ガマグチクンなどの『スーパーマリオ64』および『スーパーマリオ64DS』に登場した数々の敵キャラクターの他、トゲつむりやイガプクなど本作にしか登場しないオリジナルキャラクターもいる。

## 開発
本作はニンテンドーDSの発売前からその開発が明らかにされており、すでに発売前の任天堂配布のフリーペーパーの開発中リストには『ポケットモンスター ダイヤモンド・パール』や『ファイナルファンタジーIII』などとともにその名前がラインナップされていた。
2005年のElectronic Entertainment Expo（E3）に出展。開発中のスクリーンショットやムービーには発売時とは違うグラフィックやロゴマーク、『マリオ64DS』に登場する敵やブロックが存在していた。

## 評価
日本ゲーム大賞2007年度優秀賞受賞。ファミ通アワード2006では優秀賞（リアレンジ賞）を受賞した。その際、授賞式でディレクター足助重之は受賞のコメントで、感謝の言葉を述べるとともに「リメイクでもなく、アレンジでもなく、まったくの新作のつもりで作りました」と、あくまで新作ソフトであるということを強調したコメントを述べている。

### 売上
2010年11月に日本ゲーム市場での売上本数が600万本を突破したことが確認された（ただし、エンターブレインの調査では12月に売上本数601万本とややずれがある）。最終的な売上本数は649万本に上り、これは日本におけるニンテンドーDSのソフト単体での最も多い売上本数である。また、世界全体での3080万本の出荷はニンテンドーDSのソフトでは最も多い。スーパーマリオシリーズ全体では初代『スーパーマリオブラザーズ』の681万本に次ぐ売上本数である。

### 広告
テレビコマーシャルには女優の松嶋菜々子が出演し、ベッドで実際にプレイしている姿が放映された。

## 関連書籍
- 「Nintendo DREAM 任天堂ゲーム攻略本 ニュー・スーパーマリオブラザーズ」（毎日コミュニケーションズ） ISBN 978-4-8399-2000-5 発売日：2006年6月1日。
- 「Newスーパーマリオブラザーズ パーフェクトガイド」（エンターブレイン） ISBN 978-4-7577-2884-4 発売日2006年6月29日。
- 「ニュー・スーパーマリオブラザーズ 任天堂公式ガイドブック」（小学館） ISBN 978-4-09-106307-6 発売日：2006年6月29日。
- 「New スーパーマリオブラザーズ ザ・コンプリートガイド」（メディアワークス） ISBN 978-4-8402-3527-3 発売日2006年7月1日。